# تشانغ هايشيا
تشانغ هايشيا (بالصينية: 张海侠) مواليد 10 فبراير 1995، هي لاعبة كرة يد صينية تلعب كجناح أيمن. مثلت منتخب الصين لكرة اليد للسيدات.

## سجل المنافسة
شاركت في البطولات التالية:
- بطولة العالم لكرة اليد للسيدات 2013
- بطولة العالم لكرة اليد للسيدات 2015